# Doniphan megye
Doniphan megye az Amerikai Egyesült Államokban, azon belül Kansas államban található. Megyeszékhelye Troy, legnagyobb városa Wathena. Lakosainak száma 7510 fő (2020. április 1.). Doniphan megye Holt, Atchison, Brown, Richardson, Andrew és Buchanan megyékkel határos.

## Népesség
A megye népességének változása:
| Lakosok száma | 7954 | 7944 | 7869 | 7851 | 7797 | 7510 |
|               | 2010 | 2011 | 2012 | 2013 | 2015 | 2020 |